# Seskarö
Seskarö – miejscowość (tätort) w Szwecji, w regionie administracyjnym (län) Norrbotten, w gminie Haparanda.
Według danych Szwedzkiego Urzędu Statystycznego liczba ludności wyniosła: 411 (31 grudnia 2015), 393 (31 grudnia 2018) i 378 (31 grudnia 2019).